# Helmut Weidt

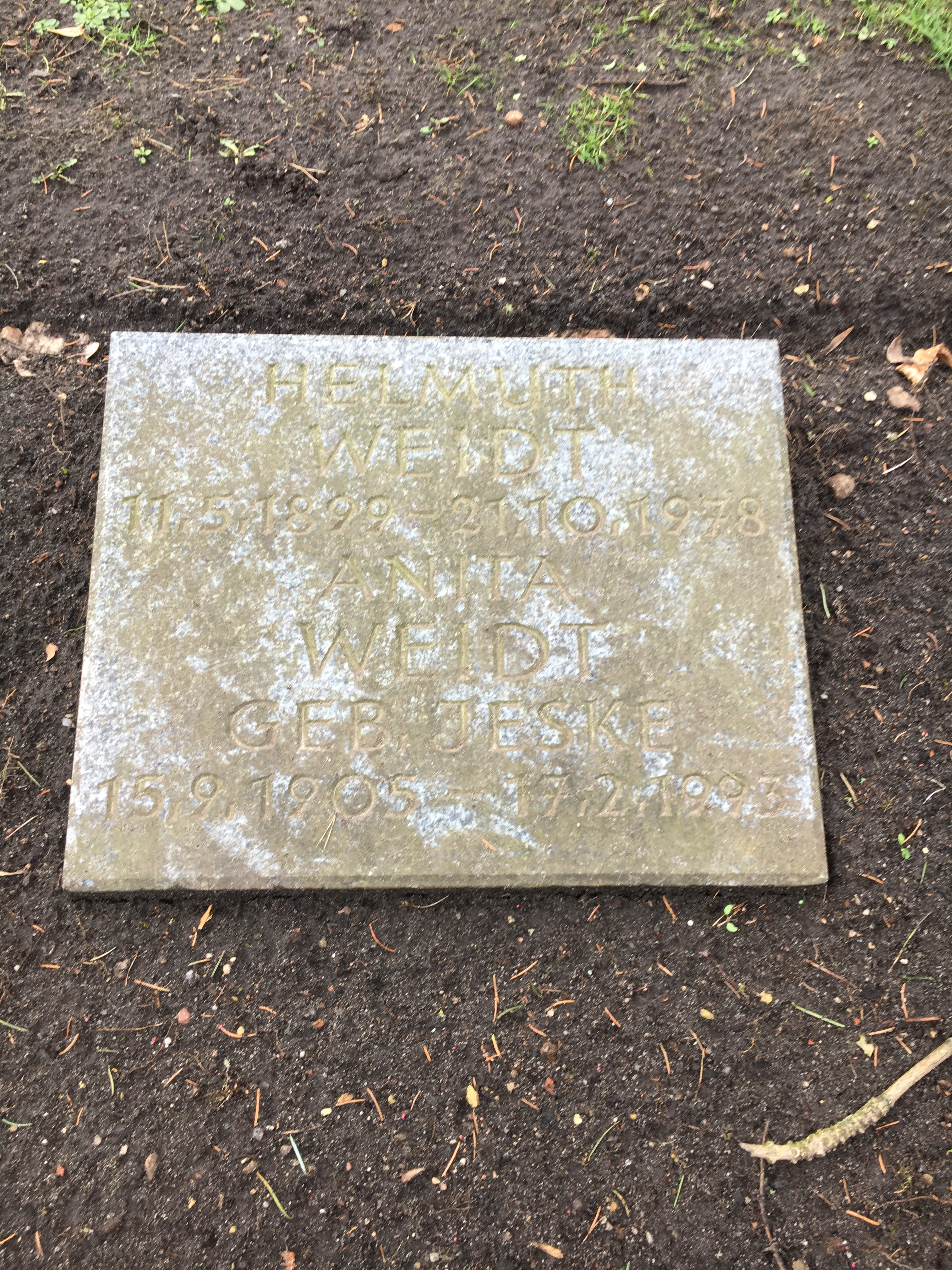
Grabstätte Helmut Weidt auf dem Friedhof Ohlsdorf

Helmut Weidt, auch Helmuth Weidt (* 11. Mai 1899 in Hamburg; † 21. Oktober 1978 ebenda), war ein deutscher Politiker der SPD, Widerstandskämpfer gegen den Nationalsozialismus und Mitglied der Hamburgischen Bürgerschaft von 1946 bis 1949.

## Leben und Politik
Franz Weidt besuchte von 1906 bis 1914 die Volksschule und begann eine Lehre als Maschinenbauer, die er aufgrund des Ersten Weltkrieges vorzeitig beendete. Soldat war er vom 1. Juli 1917 bis 21. Dezember 1918. Danach hat er im Rohrleitungsbau gearbeitet und war ab 1923 im Hafen Kaiarbeiter. 1927 wurde er in den Betriebsrat gewählt und 1933 als Betriebsinspekteur nach § 4 des Gesetzes zur Wiederherstellung des Berufsbeamtentums entlassen.
Er war Mitglied der SPD seit 1923. Für seine Partei war er Distriktsführer und gehörte zudem dem Reichsbanner Schwarz-Rot-Gold an.
Während der Zeit des Nationalsozialismus hatte er sich weiter politisch engagiert für die illegale SPD in Rothenburgsort und auf der Veddel mit Walter Schmedemann, Fritz von Hacht, Franz Wendt und Herbert Dau  und gehörte dem illegalen Landesvorstand der SPD in Hamburg an, der sich wöchentlich traf und die illegale Zeitung „Rote Blätter“ herausgab. Er war wegen dieser Betätigung für die SPD vom 17. November 1934 bis 5. September 1936 im Hamburger Zuchthaus Fuhlsbüttel und anschließend bis zum 21. Dezember 1938 im KZ Sachsenhausen.
Nach seiner Entlassung war er als Maschinist und Heizer bis Mai 1945 bei der Kaiverwaltung der Hamburger Hafen- und Lagerhaus-Aktiengesellschaft beschäftigt. Nach dem Zweiten Weltkrieg saß er für die SPD, in die er wieder eingetreten war, von 1946 bis 1949 (1. Wahlperiode) in der Hamburgischen Bürgerschaft und war Leiter des Kai-Betriebes der HHLA.
Helmut Weidt wurde auf dem Hamburger Friedhof Ohlsdorf im Bereich des Ehrenfelds der Geschwister-Scholl-Stiftung im Planquadrat Bn 73 beigesetzt.